# Саранчовка (Семёновский район)
Саранчовка (укр. Саранчівка) — село,
Устимовский сельский совет,
Семёновский район,
Полтавская область,
Украина.
Село ликвидировано в 1987 году.

## Географическое положение
Село Саранчовка находится на краю болота из которого берёт начало один из истоков реки Сухой Кагамлык,
на расстоянии в 2 км расположены сёла Павловка (Глобинский район), Жорняки (Глобинский район) и Герасимовка.
Рядом проходит автомобильная дорога Т-1716.

## История
- Есть на карте 1812 года как Копаньки[2]
- 1987 — село ликвидировано[1].